# Ken Houston
Kenneth Ray Houston (Lufkin, Texas, 12 de noviembre de 1944), más conocido como Ken Houston, es un exjugador profesional estadounidense de fútbol americano que se desempeñó en la posición de safety en la National Football League (NFL). Es miembro del Salón de la Fama del Fútbol Americano Profesional.

## Carrera
Houston jugó como profesional seis temporadas en Tennessee Titans (1967-1972), después pasó a Washington Commanders, donde jugó ocho temporadas (1973-1980), y fue el equipo en el que se retiró.

## Reconocimiento
El 2 de agosto de 1986, ingresó como miembro al Salón de la Fama del Fútbol Americano Profesional.